# Hiện tượng Petrozavodsk

Một bản sao của bức ảnh bị mất của vật thể Petrozavodsk

Hiện tượng Petrozavodsk là một loạt các sự kiện thiên thể có tính chất gây tranh cãi diễn ra vào ngày 20 tháng 9 năm 1977. Các vụ quan sát được báo cáo trên một lãnh thổ rộng lớn, từ Copenhagen và Helsinki ở phía tây cho đến Vladivostok ở phía đông. Nó được đặt tên theo thành phố Petrozavodsk ở nước Nga (trước đó là Liên Xô), có một vật thể rực rỡ đã được báo cáo rộng rãi rằng đã đổ ào xuống thành phố với nhiều tia sáng.
Các quan chức chính phủ từ các quốc gia Bắc Âu đã gửi thư cho Anatoly Aleksandrov, Chủ tịch Viện Hàn lâm Khoa học Liên Xô, bày tỏ mối quan tâm về việc liệu hiện tượng quan sát này là do việc thử nghiệm vũ khí của Liên Xô và liệu nó có phải là mối đe dọa đối với môi trường trong khu vực hay không. Kể từ năm 1977, hiện tượng này thường (mặc dù không phổ quát) do việc phóng vệ tinh Kosmos-955 của Liên Xô. Trong cùng năm đó, một báo cáo sơ bộ cho Viện Hàn lâm Khoa học Liên Xô đã có một số lượng lớn các quan sát hình ảnh, các báo cáo về phóng xạ, các phép đo vật lý, và dữ liệu khí tượng đi kèm. Nó kết luận rằng "dựa trên số liệu sẵn có, không khả thi để hiểu được hiện tượng quan sát được". Hiện tượng Petrozavodsk đã góp phần tạo ra Setka AN, một chương trình nghiên cứu của Liên Xô về hiện tượng khí quyển bất thường.

## Tên gọi
Trong báo cáo của Liên Xô trước đây, hiện tượng Petrozavodsk được gọi là hiện tượng ngày 20 tháng 9 năm 1977. Sau đó nó trở thành hiện tượng Petrozavodsk. Đôi lúc nó còn được gọi là sự kiện Petrozavodsk hay kỳ tích Petrozavodsk. Cụm từ "UFO" ở Liên Xô được thay thế bằng thuật ngữ "hiện tượng bất thường" cho mục đích nghiên cứu.

## Diễn biến
Hầu hết các lần xuất hiện xảy ra từ 1 giờ đến 1 giờ 20 phút sáng UTC, khi có ít nhất 48 vật thể không xác định xuất hiện trong bầu khí quyển. Một số lần xuất hiện trước đó, lúc 1 giờ sáng theo giờ địa phương trên Medvezhyegorsk, vào lúc 2 giờ 30 phút sáng trên Loukhi và lúc 3 giờ sáng ở Kovdor và Palanga (Litva). Từ khoảng 3 giờ đến 3 giờ 25 phút sáng, một nhân viên giám sát của cảng thương mại hàng hải Leningrad đã quan sát thấy một vật thể phát sáng không xác định. Vào lúc 3 giờ 30 phút sáng, một vật thể, được bao quanh bởi một lớp sáng chói lọi, theo báo cáo quan sát từ thủy thủ đoàn của tàu đánh cá Primorsk của Liên Xô, đang rời khỏi cảng Primorsk. Vật thể này dường như di chuyển không gây ra tiếng ồn từ phía đông, và khi tiến lại gần Primorsk nó đột ngột thay đổi hướng quay về phía bắc.
Tại Helsinki, Phần Lan, những vụ chứng kiến một quả cầu lửa đỏ rực đã được các tờ báo Ilta-Sanomat tường thuật lại vào ngày 20 tháng 9 và Kansan Uutiset vào ngày hôm sau. Nhiều người dân địa phương đã quan sát quả cầu này, bao gồm lái xe taxi, viên chức cảnh sát và nhân viên sân bay Helsinki. Một vật thể không xác định cũng được hai người đàn ông ở gần Turku trông thấy. Ở khoảng cách 300m họ phát hiện ra một vật thể xoay tròn trông giống như một phao cứu hộ, đường kính 10m. Pekka Teerikorpi từ Đài Thiên văn Tuorla đã không thừa nhận lời tuyên bố này. Biện minh rằng toàn bộ hiện tượng này là do vệ tinh Kosmos-955 gây ra, Teerikorpi tin rằng khoảng cách thực tế là "hàng trăm kilômét" và "những báo cáo như vậy có lẽ là do sự thực mà ai cũng biết là rất khó để ước lượng khoảng cách của những hiện tượng lạ thường". Ilta-Sanomat cũng đưa tin phi công của một máy bay thuộc hãng hàng không Phần Lan bay từ Roma đã nhìn thấy một vật thể sáng chói ở Đan Mạch, phóng qua Copenhagen.
Các vật thể sáng chói cũng được quan sát ở nhiều nơi khác nhau trên đất nước Liên Xô, chủ yếu ở phía tây bắc. Sự xuất hiện của một vật thể không xác định trên Helsinki đã gây ra một sự bức xạ nặng nề trên lãnh thổ Liên Xô. Ngay tại khu vực châu Âu thuộc Liên Xô, đã có báo cáo về "các vật thể sáng chói bao quanh bởi những lớp vỏ mở rộng và phát ra những tia sáng hoặc những tia có hình thù kỳ lạ". Lớp "vỏ" theo như báo cáo cho biết "đã biến đổi và khuếch tán trong vòng 10 đến 15 phút", trong khi "một ánh sáng phát triển lâu dài, ổn định đã được quan sát thấy, chủ yếu ở vùng đông bắc của bầu trời". Các nhân chứng bao gồm nhóm nhân viên y tế, đội cảnh sát militsiya đang tuần tra trên đường, thủy thủ và công nhân bốc xếp ở cảng Petrozavodsk, quân nhân, nhân viên sân bay địa phương và một nhà thiên văn học nghiệp dư. Hiện tượng này cũng được các thành viên của đoàn thám hiểm địa vật lý IZMIRAN quan sát gần Lekhta. Tại Saint Petersburg, sau là Leningrad, đã có ba nhân viên ca đêm của sân bay Pulkovo báo cáo nhìn thấy một vật thể không xác định, bao gồm nhân viên kiểm soát không lưu B. Blagirev. Theo lời Blagirev, anh ta phát hiện ra một vật thể giống như quả cầu lửa lớn hơn một chút so với Sao Kim lúc 3 giờ 55 phút chiều ở phía bắc-đông-bắc theo góc phương vị là 10°. Vật thể này được bao quanh bởi một lớp vỏ rộng rãi, khá là nhịp nhàng với cấu trúc phức tạp và "hiện tượng quan sát không có gì giống với cực quang". Vật thể di chuyển phía trên người quan sát, về phía nam-tây nam, sau đó nó đã thay đổi hướng về phía bắc-tây bắc và cuối cùng biến mất. Cả ba nhân viên sân bay đều thất bại trong việc xác định xem họ đã nhìn thấy gì. Các báo cáo khác ở Liên Xô đến từ Primorsk (hai nhân chứng), Petrodvorets (một nhân chứng), Lomonosov (ba nhân chứng), Podporozhye (ba nhân chứng), Polovina (một nhân chứng), Leppäsyrjä (một nhân chứng), Kem (một số nhân chứng), Põltsamaa, Liiva, Priozersk, Kestenga, Valday và những nơi khác. Nhiều báo cáo được kèm theo bản vẽ từ những người chứng kiến. Vào ngày 30 tháng 12 năm 1978, các nhà nghiên cứu Liên Xô đã thu thập được tổng cộng 85 báo cáo về hiện tượng Petrozavodsk.
Tại khu định cư vùng Kurkijoki, kỹ sư A. Novozhilov đã nhìn thấy một vật thể sáng chói và so sánh nó với một chiếc airship. Ông đã báo cáo vụ việc này cho Phó tiến sĩ Konstantin Polevitsky và được vị này thu âm lại. Lúc đầu Novozhilov nhìn thấy cái mà ông tưởng là một thiên thạch. Sau một thời gian thì vật thể này dừng lại và sau đó tiến về phía Novozhilov, nhanh chóng tăng kích thước và hiện rõ hình dáng của một chiếc airship. Vật thể này có nhiều mặt và bịt đầu với những điểm chiếu sáng cả mặt trước và mặt sau. Các góc được phát sáng với ánh sáng trắng, hơi mờ hơn các điểm. Những đường viền nhỏ trông giống như các cửa sổ thắp sáng từ bên trong và đều sáng với một ánh sáng trắng mờ hơn so với các góc. Vật thể này theo như báo cáo di chuyển ở độ cao 300–500 m, dài 100 m và đường kính 12–15 m. Vẫn đang tiếp cận Novozhilov, vật thể này, di chuyển từ tây sang đông, đã phóng ra một quả cầu sáng rực rỡ từ phía sau, bay về phía bắc. Quả cầu bay theo chiều ngang và đi xuống phía sau một khu rừng. Việc hạ cánh theo báo cáo đã gây ra sự xuất hiện của một thứ ánh sáng chói lòa.  Vào lúc 4 giờ 15 phút sáng, Novozhilov đã thất bại trong việc chụp ba bức ảnh về cảnh tượng này với độ phơi sáng 0.1 giây. Vật thể này trông "lớn hơn cả Mặt Trăng" và di chuyển với tốc độ của trực thăng. Việc quan sát kéo dài chừng 10–15 phút trong im lặng hoàn toàn.
Một tài liệu chi tiết khác về một vật thể không xác định được cung cấp bởi nhà văn và nhà triết học Liên Xô Yuri Linnik. Ông đã quan sát vật thể này trên mái nhà của mình ở gần Namoyevo vào khoảng 3 giờ sáng qua một kính thiên văn nghiệp dư với độ phóng đại 80×. Vật thể giống như ống kính, bao quanh bởi một chiếc nhẫn mờ ảo trong suốt, có màu sắc của một "viên thạch anh đen huyền, soi sáng mãnh liệt từ bên trong". Các cạnh của vật thể giống như ống kính có 16 điểm (được Linnik mô tả là "cái vòi phun") phát ra những tia đỏ rực ở góc 10°–15°. Đường kính góc của vật thể này được ước tính khoảng 20 phút góc. Vật thể bay qua gần các ngôi sao Gamma Geminorum, Eta Geminorum, Capella, 172 Camelopardalis, 50 Cassiopeiae, Gamma Cephei, Psi Draconis, 16 Draconis, Psi Herculis, Kappa Coronae Borealis và Delta Coronae Borealis. Vật thể dừng lại gần Gamma Cephei ở góc phương vị 220°. Nằm gần Kappa Coronae Borealis, ở góc phương vị 340°–350° rồi vật thể đổi hướng xuống 30°–35° về phía tây. Cuối cùng, nó biến mất ở phía bắc theo góc phương vị 340°. Thời gian bay là 15 phút.
Ngoài những vụ quan sát trên mặt đất, cũng có những báo cáo từ một số máy bay. Phi hành đoàn của một chiếc Tu-154 đã phát hiện ra một vật thể hình cầu chiếu sáng ở độ cao 12 km. Một vật thể sáng chói cũng được quan sát trong một tiếng rưỡi bởi nhà văn người Gruzia Guram Pandzhikidze và các hành khách khác của một chiếc máy bay đang trên đường trở lại từ Singapore về tới Moskva ở độ cao 11 km, vào khoảng 4 giờ 30 phút hoặc 5 giờ sáng. Pandzhikidze đã báo cáo hiện tượng này vào ngày 2 tháng 10 cho giám đốc Đài Quan sát Khí tượng thủy văn Karelia Yuri Gromov, người đã xác minh bản sao của báo cáo.

### Vật thể Petrozavodsk
Vào lúc đó Petrozavodsk đang là thủ đô và là trung tâm công nghiệp chính của nước Cộng hòa Xã hội chủ nghĩa Xô viết tự trị Karelia, với dân số 203.000 người vào năm 1974. Báo cáo được xuất bản sớm nhất về hiện tượng Petrozavodsk do phóng viên TASS Nikolai Milov viết nên với lời mô tả vật thể không xác định trên Petrozavodsk là "một ngôi sao khổng lồ", "vọt lên trong bầu trời đen tối" vào khoảng 4 giờ sáng theo giờ địa phương, "thúc đẩy việc gửi gắm những tia sáng tới cho Trái Đất". Bản tin của Milov đã được xuất bản trên báo chí chính thống Liên Xô (Pravda, Izvestiya, Selskaya Zhizn, và Sotsialisticheskaya Industriya). Một tờ báo địa phương, Leninskaya Pravda, cũng đưa tin về vật thể Petrozavodsk. Phân tích dữ liệu sơ bộ của Viện Hàn lâm Khoa học Liên Xô năm 1977 đã cho thấy báo cáo của những người làm chứng phải đồng nhất và bổ sung cho nhau. Một số tài liệu của các nhân chứng đã được chứng thực bởi Yuri Gromov. Theo lời Milov, "ngôi sao" này đã lan rộng ra khắp Petrozavodsk dưới hình dạng một con sứa, "đổ ập xuống cả thành phố với vô số tia cực tím tạo ra một hình ảnh của cơn mưa như trút nước". Milov tiếp tục tường thuật rằng ""sau một thời gian các tia phát sáng ngừng lại" và "con sứa biến thành một hình bán nguyệt sáng rực", quay trở lại hướng di chuyển về phía hồ Onega.
Vật thể này được bao quanh bởi một lớp vỏ trong suốt, ban đầu được phát hiện vào khoảng 4 giờ sáng ở phía đông bắc của bầu trời dưới chòm sao Đại Hùng ở góc phương vị khoảng 40°. Độ sáng ban đầu của vật thể "xem chừng có thể sánh với Sao Kim". Vật thể di chuyển lên về phía chòm sao Đại Hùng. Hướng góc được xác định bởi cựu phi công và nhân chứng V. Barkhatov là 240°. Khi vật thể vọt lên, nó như đang nở ra và rung lắc, nhưng sự giảm độ sáng đã không được ghi nhận. Vật thể di chuyển từ từ trong khoảng ba phút. Ngay trước khi vật thể này dừng lại nó phân tán một "đám mây" sáng chói. Đám mây có hình tròn hoặc hình bầu dục. Kích thước góc tối đa của nó lớn hơn chòm sao Đại Hùng, đường kính khoảng 30°. Độ cao của vật thể trong quá trình hình thành "đám mây" được ước tính là 7.5±0.4 km (dựa trên những lần quan sát của các nhân chứng) hoặc khoảng 6.0±0.5 km, dựa trên thị sai. Đường kính tuyến tính của lõi vật thể được ước tính vào khoảng 119 hoặc khoảng 60 m. Đường kính của cái vòm giống như sứa của vật thể được Felix Ziegel ước tính vào khoảng 105 m, dựa trên bản vẽ của nhân chứng Andrei Akimov. Chính vật thể đó có màu đỏ và phát ra ánh sáng trắng xanh lợt. Ánh sáng của khu vực được so sánh với ánh sáng từ trăng tròn. Theo lời của nhân chứng V. Trubachev, "mặt đất đã được thắp sáng như trong đêm trắng". "Đám mây" phát sáng sau đó đã phát triển một điểm tối xung quanh lõi trung tâm. Vị trí đó đã nhanh chóng mở rộng trong khi ánh sáng rực rỡ đã biến mất. vật thể lơ lửng trên không phận thành phố Petrozavodsk trong năm phút và sau đó di chuyển đi. Trước khi bay lượn lờ vật thể di chuyển chậm dần với vận tốc góc của một chiếc máy bay chở khách. Sau khi lơ lửng tốc độ của nó đã tăng lên. Một nhân chứng ghi nhận rằng mặt dưới của vật thể giống như bánh xe Segner. Toàn bộ hiện tượng này kéo dài chừng 10–15 phút. Vật thể Petrozavodsk cũng được thấy ở những nơi lân cận, chẳng hạn như Pryazha. Năm 1978, Tekhnika i Nauka đã cho xuất bản những cảnh có màu phục dựng các giai đoạn khác nhau của vật thể này.
Tháng 11 năm 1977, nhà tâm lý học lâm sàng Y. Andreyeva đã đánh giá trạng thái tâm thần của chín nhân chứng trong hiện tượng Petrozavodsk. Bà kết luận rằng "người ta có thể tự tin về sự tỉnh táo trọn vẹn về mặt tinh thần của những người chứng kiến và tính xác thực của những câu trả lời và lời khai của họ". Tuy nhiên, một số báo cáo từng ghi nhận một số tác động của hiện tượng này lên con người và môi trường. Theo lời A. Grakov, người đã quan sát một quả cầu vàng rực rỡ với kích thước của một mặt trăng, không khí ở phía trên hồ tại Petrozavodsk bỗng phát sáng với ánh sáng trắng sau khi quả cầu đã biến mất. Loại ánh sáng này trông rực rỡ hơn so với những tia sáng của Petrozavodsk. Theo lời Yuri Linnik, sau ngày 20 tháng 9 năm 1977, hoạt động sinh học tăng lên ở những nơi mà hiện tượng này được quan sát thấy. Lưu ý rằng sự gia tăng này có thể không liên quan đến hiện tượng Petrozavodsk, dù vậy Linnik đã kể lại rằng hoa hồng trong vườn của mình đang nở hoa và lần nở thứ hai của "khoảng 10 loài cây thực vật thân thảo". Linnik gọi đó là "sự bất thường đối với vĩ độ của Karelia" bởi vì "sau điểm phân thực vật của các loại thảo mộc hầu như ngừng lại". Ông nhấn mạnh thêm nở rộ mạnh của nước ở Ukshozero, do loài tảo Ankistrodesmus gây ra, ngay sau ngày 20 tháng 9. Một số tác động lên các thiết bị kỹ thuật cũng đã được lưu ý khi các kỹ sư trong khu vực Petrozavodsk báo cáo rằng đã gặp phải những "trục trặc lớn" trong các thiết bị điện toán, sau đó lại đạt được hiệu suất bình thường.

## Phát hiện dụng cụ
Những vật thể không xác định được trên các sân bay Helsinki, Pulkovo và Peski đều không bị các radar sân bay phát hiện. Dù vậy, theo UPI, vật thể này đã được radar sân bay Helsinki phát hiện, đài kiểm soát không lưu của sân bay Ari Hämäläinen thì tuyên bố nó không phải như vậy. Vật thể cũng không bị phát hiện bởi hệ thống phòng không của Liên Xô. Tuy vậy, về sau, các vật thể phát sáng được phát hiện bởi radar thời tiết của Đài Khí tượng Thủy văn Karelia ở Petrozavodsk vào ngày 30 tháng 9 lúc 5h40 sáng, 20 tháng 10 lúc 11h30 chiều và ngày 20 tháng 11 lúc 2h14-02h17 sáng.

## Cuộc điều tra của Liên Xô

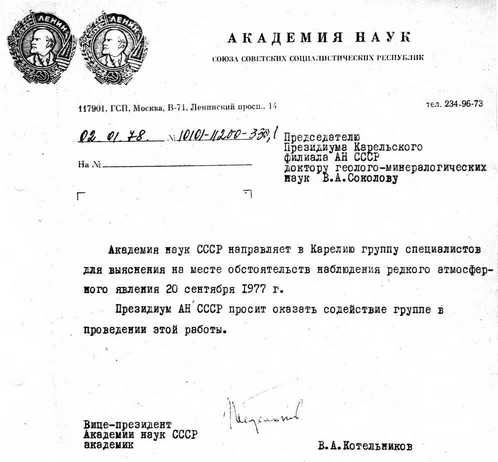
Một bản lưu ý của Viện Hàn lâm Khoa học Liên Xô, thông báo về việc gửi một nhóm chuyên gia đến Karelia để nghiên cứu hiện tượng này, năm 1978

Phân tích ban đầu về hiện tượng này được thực hiện bởi nhà nghiên cứu của Viện Thiên văn học Sternberg Lev Gindilis bằng cách sử dụng nhiều bằng chứng và dữ liệu khí tượng học sẵn có vào ngày 30 tháng 9 năm 1977. Ông viết rằng lối đi của một vật thể ở một độ cao hợp lý cho phép quan sát đồng thời từ tất cả vị trí được báo cáo, có vẻ hợp lý ở tầm bay cao khoảng 100 km hoặc hơn. Gindilis lưu ý rằng trong trường hợp đó "kích thước tuyến tính tối thiểu của vật thể hình cầu phát sáng vào khoảng 1 km, trong khi đường kính của lớp vỏ – vài chục km". Xem xét việc phóng vệ tinh Kosmos-955 là nguyên nhân có thể xảy ra, Gindilis đã vạch ra một số trở ngại, chẳng hạn như chuyển động phía tây của vật thể không xác định (trong lúc Kosmos-955 được phóng lên ở phía đông bắc), đường kính góc quan sát được của nó kết hợp với khoảng cách dự kiến và kéo dài trượt qua Leppäsyrjä. Vào ngày 8 tháng 10 năm 1977, một tờ báo của thị trấn Sortavala là Krasnoye Znamya đã xuất bản báo cáo từ một trạm khí tượng thủy văn địa phương, tiếp tục khẳng định rằng vật thể Petrozavodsk đã di chuyển từ hướng đông bắc sang tây nam. Ý kiến về Kosmos-955 cũng bị Felix Ziegel chỉ trích vì cho rằng các phương tiện không gian được phóng lên phía đông, theo hướng quay của Trái Đất.
Hơn nữa vào năm 1977, một bản báo cáo sơ bộ dành riêng cơ quan chính phủ về hiện tượng Petrozavodsk đã được sửa soạn bởi Gindilis, kỹ sư vật lý của MEPI D. Menkov và I. Petrovskaya. Nó sử dụng nhiều dữ liệu sẵn có vào ngày 20 tháng 10, nhưng những phát hiện này không đưa ra được kết luận. Giả định rằng "mức độ hiện tượng dường như quá lớn để giải thích bằng các thí nghiệm kỹ thuật trên quỹ đạo vệ tinh", báo cáo đã phỏng đoán "một ảnh hưởng có thể có của một số tác nhân vũ trụ". Báo cáo được sử dụng trong cuộc họp chuyên đề về hiện tượng Petrozavodsk, được sắp xếp vào ngày 1 tháng 11 năm 1977 tại Viện Nghiên cứu Không gian thuộc Viện Hàn lâm Khoa học Liên Xô (nay là Viện Nghiên cứu Không gian Nga). Những phát hiện này cũng chẳng đi tới đâu.
Ngày 2 tháng 1 năm 1978, phó chủ tịch Viện Hàn lâm Khoa học Liên Xô, Vladimir Kotelnikov, đã ký một bản ghi chú cho Ban Karelia của Viện Hàn lâm, thông báo về việc phái một nhóm chuyên gia nghiên cứu hiện tượng tại chỗ. Ở đó, dựa vào lời khai của các nhân chứng của nhân chứng, nhân viên trường Đại học Petrozavodsk Y. Mezentsev đã tiến hành các phép đo phép kinh vĩ để xác định vị trí gần đúng của vật thể không xác định trên Petrozavodsk. Vào cuối tháng 1 năm 1978, các nhà nghiên cứu Liên Xô đã biên soạn một phụ lục cho báo cáo sơ bộ năm 1977, trong đó có dữ liệu cập nhật về hiện tượng này. Phụ lục này nhấn mạnh thêm rằng việc nhìn thấy các vật thể không xác định được ở nơi khác theo như báo cáo trước khi phóng vệ tinh Kosmos-955.
Nhóm nghiên cứu GEPAN của Pháp đã nhận được một bản sao của báo cáo này. Bản sao sau đó được chuyển tiếp tới CUFOS ở Evanston, Illinois nước Mỹ. J. Allen Hynek đã gửi tặng một bản sao khác cho nhà khoa học NASA Richard Haines, về sau chính ông đã dịch bản sao này sang tiếng Anh dưới sự tài trợ của chính phủ Mỹ. Báo cáo Liên Xô đã gặp một sự đón nhận trái chiều ở nước ngoài. Haines, Hynek và những người khác công khai tuyên bố rằng báo cáo này là bằng chứng quan trọng cho sự tồn tại của các vật thể bay không xác định. James Oberg đã chỉ trích cuộc điều tra của Liên Xô, liên quan đến "một mưu mẹo, có thể là một nỗ lực khác của Liên Xô nhằm thu hút sự chú ý từ sự thật về UFO Liên Xô".

## Những giải thích được đề xuất

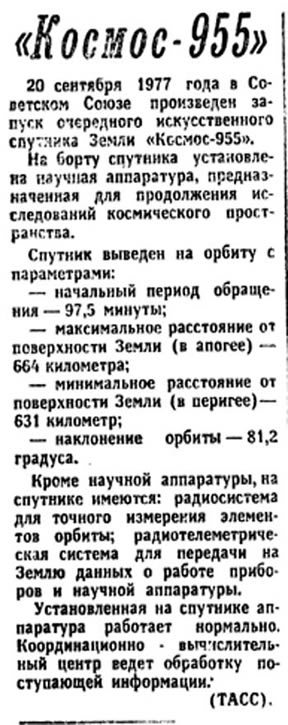
TASS đưa tin về vụ phóng vệ tinh Kosmos-955

Một số đề xuất để giải thích bản chất của hiện tượng này đã gây ra tranh cãi. Giám đốc của Đài thiên văn Pulkovo Vladimir Krat ban đầu nghĩ rằng hiện tượng này là do một thiên thạch rơi xuống Trái Đất. Về sau trong các bài diễn văn công khai ông đổ cho hiện tượng này có liên quan đến cực quang. Quan điểm này được sự ủng hộ bởi giám đốc IZMIRAN Vladimir Migulin với sự phỏng đoán được đăng tải trên báo Sovetskaya Rossiya vào ngày 19 tháng 4 năm 1980. Lời giải thích của Migulin đã bị Felix Ziegel bác bỏ, vì ông cho rằng cực quang không thể xảy ra ở độ cao dưới 100 km và độ sáng bề mặt thấp, không thể so sánh với vật thể Petrozavodsk. Sau này Migulin gợi ý rằng hiện tượng này xảy ra là "do một sự trùng hợp hiếm hoi giữa các tình huống phát sinh, đó là sự phóng vệ tinh Kosmos-955, sự nhiễu loạn từ tính mạnh do vết lóa của Mặt Trời và thí nghiệm khoa học của chúng ta ảnh hưởng đến tầng điện ly với sóng vô tuyến tần số thấp".
Trong cuộc phỏng vấn, xuất bản năm 1977 bởi Kansan Uutiset và Uusi Suomi, nhân viên của đài quan sát địa vật lý Nurmijärvi là Matti Kivinen cho rằng một vật thể không xác định bay qua Phần Lan có thể là phần còn lại của một tên lửa đẩy hoặc vệ tinh. James Oberg thì đổ cho vật thể Petrozavodsk là sự kiện phóng vệ tinh Kosmos-955 của Liên Xô từ Plesetsk Cosmodrome, diễn ra vào ngày 20 tháng 9 vào khoảng 3 giờ 58 phút theo giờ địa phương. Theo lời James Oberg, bởi vì Kosmos-955 đã được phóng theo hướng đông bắc, người dân ở Petrozavodsk (nằm ở phía tây nam Plesetsk) đã quan sát vệt sáng của những ống phun từ vệ tinh, mới là thứ gây ra hiện tượng này. Quan điểm của Oberg đã được đồng nghiệp của IZMIRAN là Yuli Platov thừa nhận riêng biệt vào năm 1984. Theo lời Platov, sự xuất hiện của một điểm sáng có liên quan đến sự bùng phát của động cơ vệ tinh.  Sự hình thành của một vùng sáng rực rỡ được báo cáo là trùng khớp với vệ tinh đang rời khỏi vùng tối của Trái Đất. Platov tiếp tục gắn kết sự phát triển của cấu trúc bức xạ với sự chuyển tiếp của Kosmos-955 qua ranh giới của nhiệt quyển hạn, "trên đó sự phân tán của các sản phẩm đốt cháy xảy ra mà không gây tác động làm giảm sự xáo trộn của bầu khí quyển". Năm 1985, quan điểm của Platov đã đăng trên tạp chí Nauka v SSSR của Liên Xô. Trong một bài báo sau Platov lưu ý rằng "một số hiệu ứng bổ sung, kèm theo hiện tượng Petrozavodsk, có liên quan đến việc phóng thử nghiệm thành công một tên lửa đạn đạo, đã được tiến hành trong cùng một khu vực gần như cùng một lúc". Tuy nhiên, kể từ khi cuộc điều tra của Liên Xô không đi đến kết quả, lập luận Kosmos-955 vẫn còn gây tranh cãi. Về kinh nghiệm 18 năm phục vụ tại địa điểm Kapustin Yar, nhà nghiên cứu người Ukraina Oleh Pruss đã từng nói: "Tôi biết ngay, điều gì là ngoạn mục trên bầu trời xảy ra trong quá trình phóng tên lửa – đó là một cái nhìn đầy ấn tượng. Thế nhưng, có một cái gì đó hoàn toàn khác ngay trên Petrozavodsk".
Năm 1978 Aviatsiya i Kosmonavtika đã xuất bản một bài báo nhan đề "'Ánh chớp' trong bầu khí quyển" của M. Dmitriyev, trong đó tác giả đưa ra giả thuyết phát quang hóa học. Theo lời Dmitriyev, hiện tượng này "không phải là kết quả của các thí nghiệm kỹ thuật cũng không phải là một ảo ảnh", mà là một khu vực phát quang hóa học trong bầu khí quyển. Liên quan đến giả thuyết này Ziegel đã viết rằng "nguồn năng lượng phát ra từ sự phát quang hóa học là không đáng kể", không giống như của vật thể Petrozavodsk, và các đám mây phát quang hóa học được phỏng đoán không thể bay lên khỏi làn gió, mà vật thể Petrozavodsk xem chừng làm được điều đó.